# Dimorphanthera declinata
Dimorphanthera declinata är en ljungväxtart som beskrevs av Herman Otto Sleumer. Dimorphanthera declinata ingår i släktet Dimorphanthera och familjen ljungväxter. Inga underarter finns listade i Catalogue of Life.